# Оразмухамедов, Мамед Аллабердыевич
Мамед Аллабердыевич Оразмухамедов (туркм. Mämed Allaberdiýewiç Orazmuhamedow; 12 декабря 1986) — туркменский футболист, вратарь клуба «Алтын Асыр» и национальной сборной Туркменистана.

## Клубная карьера
С 2005 года выступал за ашхабадский МТТУ, за место в основном составе конкурировал с Рахманберды Алихановым. В составе МТТУ становился двукратным чемпионом Туркменистана, двукратным обладателем Кубка Туркменистана, трёхкратным обладателем Кубка Президента Туркменистана.
Сезон 2014 начал в качестве игрока «Алтын Асыра», в первый же сезон стал чемпионом Туркменистана. В сезоне-2015 стал обладателем Кубка и суперкубка Туркменистана, а также его команда защитила титул чемпиона Туркменистана, вошёл во второй состав символической сборной Туркменистана 2015 года по версии Федерации футбола Туркменистана.

## Карьера в сборной
С 2011 года в национальной сборной Туркменистана, дебютировал в матче против Индии 25 марта 2011 года (1:1) в рамках Кубка вызова АФК. Принимал участие в отборочных матчах чемпионата мира 2018 в России.

## Достижения
Сборная Туркменистана
- Финалист кубка вызова АФК: 2012

МТТУ
- Чемпион Туркменистана (2): 2006, 2009
- Серебряный призёр чемпионата Туркменистана (3): 2007, 2008, 2011
- Обладатель Кубка Туркменистана (2): 2006, 2011
- Обладатель Суперкубка Туркменистана (2): 2005, 2009
- Финалист Кубка Туркменистана: 2008
- Полуфиналист Кубка Содружества: 2010

«Алтын Асыр»
- Чемпион Туркменистана: 2014, 2015
- Обладатель Суперкубка Туркменистана: 2015
- Обладатель Кубка Туркменистана: 2015
- Финалист кубка АФК: 2018[10]